# Bonne chance Charlie
Bonne chance Charlie (Good Luck Charlie) est une série télévisée américaine en 100 épisodes de 23 minutes créée par Phil Baker et Drew Vaupen, diffusée entre le 5 avril 2010 et le 3 février 2014 sur Disney Channel. Un téléfilm tiré de la série a été diffusé le 2 décembre 2011.
En France, en Suisse et en Belgique, la série est diffusée entre le 9 juin 2010 et le 22 janvier 2014 sur Disney Channel France et au Québec, depuis le 28 décembre 2010 sur VRAK.TV.
La série est disponible sur Disney +, depuis le lancement de la plateforme.

## Synopsis
La série est centrée sur la vie d'une famille de Denver, les Duncan, tout excitée à l'idée de la naissance du quatrième enfant : Charlie. Quand les parents, Amy (une infirmière) et Bob (un exterminateur d'insectes) doivent retourner au travail, ils demandent à leurs trois enfants, P. J., Teddy et Gabe de surveiller Charlie.
Les événements de chaque épisode deviennent une séquence dans le « Journal vidéo » que Teddy tient pour sa petite sœur quand elle sera adolescente. Teddy espère que cette vidéo aidera sa petite sœur à avancer dans la vie et éviter les erreurs que Teddy a pu faire. Ces vidéos se terminent toujours par la phrase qui donne à la série son titre : « Bonne chance Charlie ! »

## Distribution

### Acteurs principaux
- Bridgit Mendler (VFB : Mélanie Dambermont) : Teddy Duncan
- Jason Dolley (VFB : Gauthier de Fauconval) : P.J. Duncan
- Bradley Steven Perry (VFB : Maxym Anciaux) : Gabe Duncan
- Leigh-Allyn Baker (VFB : Guylaine Gibert) : Amy Blankenhooper-Duncan / Jamie Blankenhooper
- Mia Talerico (VFB : Nina Peeters) : Charlie Duncan
- Eric Allan Kramer (VFB : Daniel Nicodème) : Bob Duncan / Gladys Duncan
- Logan Moreau : Toby Duncan (saison 4)

### Acteurs secondaires
- Raven Goodwin (VF :  Vanessa Van-Geneugden) : Ivy Renee Wentz
- Micah Stephen Williams (en) : Emmett Heglin
- Patricia Belcher (VFB : Nathalie Hons) : Estelle Dabney / Virginia Dabney
- Shane Harper (VFB : Sébastien Hébrant) : Spencer Walsh
- Ellia English (en) (VF : Monique Clemont) : Mary-Lou Wentz
- Samantha Boscarino : Skyler
- Genevieve Hannelius : Jo Keener
- Cyrina Fiallo (en) : Vonnie
- Coco Jones : Kelsey
- Kevin Covais : Victor DeLesur
- Juliette Goglia : Victoria Zong
- Ericka Kreutz : Debbie Dooley
- Frank Collison : Vern
- Jaylen Barron : Lauren Dabney
- Luke Benward : Beau Landry
- William Allen Young (en) : Gary Wentz
- Shirley Jones : Linda Duncan
- Ava Sambora : Charlie Duncan (Ado)

### Invités

#### De la sérieShake It Up
- Zendaya (VFB : Cathy Boquet) : Raquel « Rocky » Blue (saison 2 épisode 13)
- Bella Thorne (VFB : Julie Basecqz) : Cecilia « Cece » Jones (saison 2 épisode 13)
- Adam Irigoyen (VFB : David Scarpuzza) : Martin « Deuce » Martinez (saison 2 épisode 13)
- Davis Cleaveland (VFB : Arthur Dubois) : Flynn Jones (saison 2 épisode 13)
- R. Brandon Johnson (VFB : Jean-Marc Delhausse) : Gary Wilde (saison 2 épisode 13)

#### De la sérieJessie
- Debby Ryan (VF : Manon Azem) : Jessie Presscott (saison 4 épisode 17)
- Skai Jackson : (VF : Clara Quilichini) : Zuri Ross (saison 4 épisode 17)
- Version française
  - Société de doublage : Dubbing Brothers
  - Direction artistique: Delphine Moriau
  - Adaptation des dialogues: Michel Berdah, Stéphanie Ponchon
  - Direction Musicale: Nathalie Stas
  - Chant: Mélanie Dermont

## Production
Phil Baker et Drew Vaupen voulaient créer une série pour la famille et les enfants, et l'inspiration est venue d'une famille qu'ils ont rencontrée. Cette série parle d'une jeune adolescente, Teddy Duncan qui crée une sorte de « vidéo souvenir » en donnant des conseils à sa petite sœur Charlie (Mia Talerico) pour « survivre » dans cette famille un peu spéciale.
Au début, la série devait s'intituler Oops! ou Love, Teddy avant de s'arrêter sur son titre actuel.
Le générique Hang in There, Baby est interprété par Bridgit Mendler, l'actrice qui joue le rôle de Teddy.
Le 11 juin 2013, Disney Channel a pris la décision de mettre fin à la série au terme de la quatrième saison et 100 épisodes,.

## Épisodes
| Saison | Saison | Nombre d'épisodes | Années    | Diffusion originale | Diffusion originale | Diffusion française | Diffusion française |
| Saison | Saison | Nombre d'épisodes | Années    | Début de saison     | Fin de saison       | Début de saison     | Fin de saison       |
| ------ | ------ | ----------------- | --------- | ------------------- | ------------------- | ------------------- | ------------------- |
|        | 1      | 26                | 2010-2011 | 5 avril 2010        | 31 janvier 2011     | 9 juin 2010         | 23 février 2011     |
|        | 2      | 30                | 2011      | 14 février 2011     | 12 décembre 2011    | 31 août 2011        | 14 mars 2012        |
|        | Film   | Film              | 2011      | 2 décembre 2011     | 2 décembre 2011     | 6 décembre 2011     | 6 décembre 2011     |
|        | 3      | 23                | 2012      | 7 mai 2012          | 3 décembre 2012     | 26 septembre 2012   | 6 février 2013      |
|        | 4      | 21                | 2013-2014 | 29 avril 2013       | 3 février 2014      | 3 septembre 2013    | 22 janvier 2014     |

### Première saison (2010-2011)
| №     | #     | Titre français                                                         | Titre original                       | Diffusion française | Diffusion originale | Code prod. |
| ----- | ----- | ---------------------------------------------------------------------- | ------------------------------------ | ------------------- | ------------------- | ---------- |
| 1     | 1     | Soirée studieuse                                                       | Study Date                           | 9 juin 2010         | 5 avril 2010        | 101        |
| 2     | 2     | Où est Charlie ?                                                       | Baby Come Back                       | 16 juin 2010        | 12 avril 2010       | 102        |
| 3     | 3     | L’étrange histoire de Monsieur Dabney                                  | The Curious Case of Mr. Dabney       | 23 juin 2010        | 19 avril 2010       | 106        |
| 4     | 4     | Wammy la mascotte                                                      | Double Whammy                        | 30 juin 2010        | 26 avril 2010       | 104        |
| 5     | 5     | Les rois de la danse                                                   | Dance Off                            | 14 juillet 2010     | 3 mai 2010          | 108        |
| 6     | 6     | C'est la Faute de Charlie                                              | Charlie Did It!                      | 18 août 2010        | 4 mai 2010          | 107        |
| 7     | 7     | La vérité sort de la bouche des portables                              | Butt Dialing Duncans                 | 1er septembre 2010  | 5 mai 2010          | 118        |
| 8     | 8     | Charlie a un an !                                                      | Charlie Is 1                         | 8 septembre 2010    | 6 mai 2010          | 110        |
| 9     | 9     | La cabane des Duncan                                                   | Up a Tree                            | 15 septembre 2010   | 7 mai 2010          | 105        |
| 10    | 10    | Secret de famille                                                      | Take Mel Out to the Ballgame         | 22 septembre 2010   | 10 mai 2010         | 103        |
| 11    | 11    | Garçons, filles : mode d’emploi                                        | Boys Meet Girls                      | 29 septembre 2010   | 14 juin 2010        | 109        |
| 12    | 12    | Tombeur menteur                                                        | Kit and Kaboodle                     | 13 octobre 2010     | 3 juillet 2010      | 111        |
| 13    | 13    | La petite assistante de Teddy                                          | Teddy's Little Helper                | 20 octobre 2010     | 7 août 2010         | 112        |
| 14    | 14    | Les aventuriers du doudou perdu                                        | Blankie Go Bye-Bye                   | 27 octobre 2010     | 9 août 2010         | 113        |
| 15    | 15    | Charlie, star du net                                                   | Charlie Goes Viral                   | 10 novembre 2010    | 23 août 2010        | 114        |
| 16    | 16    | Les Duncan ont du talent                                               | Duncan's Got Talent                  | 17 novembre 2010    | 6 septembre 2010    | 115        |
| 17    | 17    | Compétition chez les Duncan                                            | Kwikki Chick                         | 24 novembre 2010    | 27 septembre 2010   | 116        |
| 18    | 18    | Gaby-sitter                                                            | Charlie In Charge                    | 1er décembre 2010   | 10 octobre 2010     | 123        |
| 19    | 19    | Nuits blanches à Denver                                                | Sleepless in Denver                  | 8 décembre 2010     | 18 octobre 2010     | 125        |
| 20    | 20    | Coups bas et voitures hantées                                          | Girl Bites Dog                       | 29 décembre 2010    | 8 novembre 2010     | 117        |
| 21    | 21    | La vengeance est un plat qui se télécharge froid                       | Teddy's Broken Hearts Club Band      | 15 décembre 2010    | 22 novembre 2010    | 119        |
| 22    | 22    | Teddy tourne la page                                                   | Teddy Rebounds                       | 22 décembre 2010    | 29 novembre 2010    | 120        |
| 23    | 23    | Vélo volé                                                              | Pushing Buttons                      | 2 février 2011      | 3 janvier 2011      | 124        |
| 24 25 | 24 25 | Les Duncan vont au ski : 1re partie Les Duncan vont au ski : 2e partie | Snow Show: Part I Snow Show: Part II | 9 février 2011      | 17 janvier 2011     | 121 122    |
| 24 25 | 24 25 | Les Duncan vont au ski : 1re partie Les Duncan vont au ski : 2e partie | Snow Show: Part I Snow Show: Part II | 16 février 2011     | 24 janvier 2011     | 121 122    |
| 26    | 26    | Teddy a seize ans !                                                    | Driving Mrs. Dabney                  | 23 février 2011     | 31 janvier 2011     | 126        |

### Deuxième saison (2011)
Elle a été diffusée à partir du 14 février 2011.
| №     | #     | Titre français                                               | Titre original                                     | Diffusion française | Diffusion originale | Code prod. |
| ----- | ----- | ------------------------------------------------------------ | -------------------------------------------------- | ------------------- | ------------------- | ---------- |
| 27    | 1     | Charlie a deux ans                                           | Charlie Is 2                                       | 24 août 2011        | 14 février 2011     | 202        |
| 28    | 2     | Forfait pas illimité                                         | Something's Fishy                                  | 31 août 2011        | 21 février 2011     | 203        |
| 29    | 3     | Charlie et Monsieur Popot                                    | Let's Potty                                        | 7 septembre 2011    | 28 février 2011     | 201        |
| 30    | 4     | Mères contre filles                                          | Appy Days                                          | 14 septembre 2011   | 7 mars 2011         | 208        |
| 31    | 5     | Duncan contre Duncan                                         | Duncan vs. Duncan                                  | 21 septembre 2011   | 14 mars 2011        | 204        |
| 32    | 6     | Cartes sur tables                                            | A L.A.R.P. in the Park                             | 28 septembre 2011   | 21 mars 2011        | 206        |
| 33    | 7     | Bataille musicale                                            | Battle of The Bands                                | 5 octobre 2011      | 28 mars 2011        | 209        |
| 34    | 8     | Tous en piste                                                | The Singin' Dancin' Duncans                        | 12 octobre 2011     | 4 avril 2011        | 205        |
| 35    | 9     | Gardons notre calme                                          | Teddy's Bear                                       | 19 octobre 2011     | 11 avril 2011       | 210        |
| 36    | 10    | Mes faux parents et moi                                      | Meet the Parents                                   | 26 octobre 2011     | 18 avril 2011       | 211        |
| 37    | 11    | Les Douze Ans et demi de Gabe                                | Gabe's 12-½ Birthday                               | 2 novembre 2011     | 25 avril 2011       | 212        |
| 38    | 12    | La Rupture                                                   | The Break Up                                       | 9 novembre 2011     | 9 mai 2011          | 213        |
| 39    | 13    | Shake it up, Charlie (cross-over avec Shake It Up)           | Charlie Shakes It Up (cross-over avec Shake It Up) | 16 novembre 2011    | 16 mai 2011         | 215        |
| 40    | 14    | Les Chaussures d'une reine                                   | Baby's New Shoes                                   | 23 novembre 2011    | 23 mai 2011         | 207        |
| 41    | 15    | Au revoir journal vidéo !                                    | Bye Bye Video Diary                                | 30 novembre 2011    | 29 mai 2011         | 216        |
| 42    | 16    | Ticket gagnant                                               | Monkey Business                                    | 7 décembre 2011     | 27 juin 2011        | 214        |
| 43    | 17    | P. J. à New York                                             | PJ in the City                                     | 14 décembre 2011    | 11 juillet 2011     | 219        |
| 44 45 | 18 19 | Vacances à Hawaii : 1re partie Vacances à Hawaii : 2e partie | Sun Show: Part I Sun Show: Part II                 | 4 janvier 2012      | 18 juillet 2011     | 221 222    |
| 44 45 | 18 19 | Vacances à Hawaii : 1re partie Vacances à Hawaii : 2e partie | Sun Show: Part I Sun Show: Part II                 | 4 janvier 2012      | 25 juillet 2011     | 221 222    |
| 46    | 20    | Gracie, mon amour                                            | Amazing Gracie                                     | 21 décembre 2011    | 1er août 2011       | 217        |
| 47    | 21    | La Reine des termites                                        | Termite Queen                                      | 18 janvier 2012     | 26 septembre 2011   | 220        |
| 48    | 22    | Le Vinyle de Bob                                             | The Bob Duncan Experience                          | 25 janvier 2012     | 3 octobre 2011      | 218        |
| 49    | 23    | Teddy sèche les cours                                        | Ditch Day                                          | 1er février 2012    | 7 octobre 2011      | 225        |
| 50    | 24    | Les Duncan au bowling                                        | Alley Oops                                         | 8 février 2012      | 10 octobre 2011     | 223        |
| 51    | 25    | Halloween chez les Duncan                                    | Scary Had a Little Lamb                            | 15 février 2012     | 14 octobre 2011     | 224        |
| 52    | 26    | Retour à Super Adventure Land                                | Return to Super Adventure Land                     | 22 février 2012     | 7 novembre 2011     | 227        |
| 53    | 27    | Cachotteries chez les Duncan                                 | Can You Keep a Secret?                             | 29 février 2012     | 14 novembre 2011    | 230        |
| 54    | 28    | Il était une fois…                                           | Story Time                                         | 11 janvier 2012     | 21 novembre 2011    | 226        |
| 55    | 29    | Les Duncan fêtent Thanksgiving                               | It's a Charlie Duncan Thanksgiving                 | 14 mars 2012        | 28 novembre 2011    | 228        |
| 56    | 30    | Teddy va à la montagne                                       | Teddy on Ice                                       | 7 mars 2012         | 12 décembre 2011    | 229        |

### Troisième saison (2012)
Le 29 août 2011, la série est renouvelée pour une troisième saison, diffusée depuis le 7 mai 2012 aux États-Unis.
| №     | #     | Titre français                                             | Titre original                                     | Diffusion française | Diffusion originale | Code prod. |
| ----- | ----- | ---------------------------------------------------------- | -------------------------------------------------- | ------------------- | ------------------- | ---------- |
| 57    | 1     | Nouveau bébé, nouvelle maison                              | Make Room for Baby                                 | 26 septembre 2012   | 7 mai 2012          | 301        |
| 58    | 2     | Teddy porte malheur                                        | Bad Luck Teddy                                     | 3 octobre 2012      | 14 mai 2012         | 302        |
| 59    | 3     | La Fête prénatale                                          | Amy Needs a Shower)                                | 10 octobre 2012     | 28 mai 2012         | 303        |
| 60    | 4     | Fille ou Garçon ?                                          | Dress Mess                                         | 17 octobre 2012     | 25 juin 2012        | 304        |
| 61    | 5     | La Chasse au serpent                                       | Catch Me If You Can                                | 24 octobre 2012     | 26 juin 2012        | 307        |
| 62    | 6     | Le Prénom du bébé                                          | Name That Baby                                     | 7 novembre 2012     | 27 juin 2012        | 308        |
| 63 64 | 7 8   | Bébé arrive : 1re partie Bébé arrive : 2e partie           | Special Delivery: Part I Special Delivery: Part II | 14 novembre 2012    | 28 juin 2012        | 305 306    |
| 65    | 9     | Bienvenue bébé                                             | Welcome Home                                       | 21 novembre 2012    | 29 juin 2012        | 309        |
| 66    | 10    | Les Premières Vacances de bébé                             | Baby's First Vacation                              | 28 novembre 2012    | 2 juillet 2012      | 310        |
| 67    | 11    | Les Miss météo de Harry                                    | Wentz's Weather Girls                              | 5 décembre 2012     | 3 juillet 2012      | 311        |
| 68    | 12    | Panique dans les escaliers                                 | Baby Steps                                         | 19 décembre 2012    | 4 juillet 2012      | 312        |
| 69    | 13    | Le Projet de science                                       | T. Wrecks                                          | 26 décembre 2012    | 5 juillet 2012      | 313        |
| 70    | 14    | Le Concours « Chantons unis »                              | Teddy and the Bambino                              | 2 janvier 2013      | 6 juillet 2012      | 314        |
| 71    | 15    | Capitaine Maman                                            | Team Mom                                           | 16 janvier 2013     | 13 août 2012        | 315        |
| 72    | 16    | Le Premier Halloween de Toby                               | Le Halloween                                       | 23 janvier 2013     | 26 octobre 2012     | 318        |
| 73    | 17    | Bob et les Femmes                                          | Guys & Dolls                                       | 30 janvier 2013     | 5 novembre 2012     | 316        |
| 74    | 18    | La Nouvelle Infirmière                                     | Nurse Blankenhooper                                | 31 octobre 2012     | 6 novembre 2012     | 317        |
| 75    | 19    | La Femme qui murmurait à l'oreille de Charlie              | Charlie Whisperer                                  | 6 février 2013      | 7 novembre 2012     | 319        |
| 76    | 20    | Révisions de choc                                          | Study Buddy                                        | 6 février 2013      | 8 novembre 2012     | 321        |
| 77    | 21    | Le Premier Noël de Toby                                    | A Duncan Christmas                                 | 12 décembre 2012    | 9 novembre 2012     | 320        |
| 78 79 | 22 23 | Rien ne va plus! : 1re partie Rien ne va plus! : 2e partie | All Fall Down: Part I All Fall Down: Part II       | 9 janvier 2013      | 3 décembre 2012     | 322 323    |

### Quatrième saison (2013-2014)
Le 12 juillet 2012, la série a été renouvelée pour une quatrième saison, diffusée à partir du 29 avril 2013 aux États-Unis.
| №      | #     | Titre français                                                    | Titre original                                           | Diffusion française | Diffusion originale | Code prod. |
| ------ | ----- | ----------------------------------------------------------------- | -------------------------------------------------------- | ------------------- | ------------------- | ---------- |
| 80     | 1     | Quand les Muppets s'en mêlent                                     | Duncan Dream House                                       | 3 septembre 2013    | 29 avril 2013       | 401        |
| 81     | 2     | Nouveau Départ                                                    | Doppel Date                                              | 11 septembre 2013   | 6 mai 2013          | 402        |
| 82     | 3     | Rencontre en famille                                              | Demolition Dabney                                        | 18 septembre 2013   | 13 mai 2013         | 403        |
| 83     | 4     | Un pari peut en cacher un autre                                   | Go Teddy!                                                | 25 septembre 2013   | 20 mai 2013         | 404        |
| 84     | 5     | Quelle famille !                                                  | Rock Enroll                                              | 2 octobre 2013      | 3 juin 2013         | 405        |
| 85     | 6     | La Guerre des mères                                               | The Unusual Suspects                                     | 9 octobre 2013      | 17 juin 2013        | 406        |
| 86     | 7     | Un rat dans la maison                                             | Rat-A-Teddy                                              | 16 octobre 2013     | 24 juin 2013        | 407        |
| 87     | 8     | Charlie et Toby fêtent leurs anniversaires                        | Charlie 4, Toby 1                                        | 23 octobre 2013     | 8 juillet 2013      | 409        |
| 88     | 9     | Aventure temporelle                                               | Futuredrama                                              | 30 octobre 2013     | 26 juillet 2013     | 414        |
| 89     | 10    | Teddy et son Beau                                                 | Teddy's New Beau                                         | 6 novembre 2013     | 19 août 2013        | 410        |
| 90     | 11    | Le Choix de Teddy                                                 | Teddy's Choice                                           | 13 novembre 2013    | 26 août 2013        | 411        |
| 91     | 12    | Le Bal des exterminateurs                                         | Bug Prom                                                 | 20 novembre 2013    | 16 septembre 2013   | 412        |
| 92     | 13    | Mariage chez les Duncan                                           | Weekend in Vegas                                         | 27 novembre 2013    | 23 septembre 2013   | 416        |
| 93     | 14    | Nuit de terreur                                                   | Fright Knight                                            | 4 décembre 2013     | 7 octobre 2013      | 415        |
| 94     | 15    | Les Sœurs ennemis                                                 | Sister, Sister                                           | 11 décembre 2013    | 14 octobre 2013     | 408        |
| 95     | 16    | Le Départ de Beau                                                 | Bob's Beau-Be-Gone                                       | 18 décembre 2013    | 11 novembre 2013    | 413        |
| 96     | 17    | Bonne chance Jessie : Un Noël à New York (cross-over avec Jessie) | Good Luck Jessie: NYC Christmas (cross-over avec Jessie) | 25 décembre 2013    | 9 décembre 2013     | 418        |
| 97     | 18    | Acceptée à Yale                                                   | Accepted                                                 | 8 janvier 2014      | 20 janvier 2014     | 417        |
| 98     | 19    | Le Grand Chamboulement                                            | Down a Tree                                              | 15 janvier 2014     | 27 janvier 2014     | 419        |
| 99 100 | 20 21 | Bonne chance Teddy : 1re partie Bonne chance Teddy : 2e partie    | Good Bye, Charlie: Part I Good Bye, Charlie: Part II     | 22 janvier 2014     | 3 février 2014      | 420 421    |

## Personnages

### Personnages principaux
- Theodora « Teddy » Duncan (Bridgit Mendler) : le personnage le plus important de la série. Grande sœur de Charlie, elle a 15 ans au début de la série. Elle est intelligente et intuitive. Elle réalise le « journal vidéo » pour sa petite sœur car elle pense qu'elle ne sera plus assez présente pour elle lorsque Charlie sera grande. Ces vidéos sont destinées à donner des conseils à Charlie pour qu'elle réussisse son adolescence dans cette famille pas comme les autres. Elle passe aussi beaucoup de temps avec sa meilleure amie Ivy. Sa phrase culte est : « Bonne chance, Charlie ! ». Elle est poursuivie par Emmett, le meilleur ami de P.J, qui est amoureux d'elle. Elle est la fille la plus intelligente de sa classe, ce qui lui a valu de la part de ses camarades jaloux le surnom de « GG » (pour « Gnan Gnan »), car elle fait toujours ses devoirs, ne sèche jamais les cours et est très disciplinée.
- Patrick John « P. J. » Duncan (Jason Dolley) : l'aîné des enfants Duncan. Il est âgé de 17 ans et est livreur de poulet chez « Poulet doré ». Lui et Teddy se disputent souvent (mais ils s'aiment énormément), alors qu'il s'entend assez bien avec son petit frère Gabe. Il a son propre groupe de rock avec son meilleur ami Emmett, nommé « P. J. and the Vibe ». P.J. n'est pas très intelligent et ne pense qu'aux filles : il se sert de Charlie pour les attirer. (Dans Cachotteries chez les Duncan) on apprend que Bob s'est trompé en inscrivant son prénom, sur son acte de naissance.
- Gabriel « Gabe » B. Duncan (Bradley Steven Perry) : 10 ans au début de la série. Au départ, il n'apprécie pas l'arrivée de Charlie, mais plus le temps passe, plus il commence à tenir à elle. Il a une réputation de farceur et de fainéant. Il fait partie de l'équipe de basket de son école que son père entraîne. Il adore taquiner son père, surtout sur son poids, et prétend avoir plus peur de sa mère que de son père. Mme Dabney, la voisine, est le plus souvent la cible des blagues de Gabe… Il est passionné de jeux vidéo et fait beaucoup de bêtises, ce qui le fait remarquer à l'école.
- Charlotte « Charlie » Duncan (Mia Talerico) : le personnage-titre de la série et la plus jeune de la famille Duncan dans les 2 premières saisons. Elle a 1 an au début de la série et est très proche de sa grande sœur, Teddy, qui lui donne des conseils sur sa vie future. Elle a réussi à marcher pendant une course que son grand frère P.J. a organisé. Charlie est le centre d'attention de toute la famille sauf de Gabe. Dans le huitième épisode de la première saison ils montrent le jour où Charlie est née : Amy voulait l’appeler Charlotte mais à la demande de Teddy, elle sera finalement prénommée Charlie. Elle n'aimera pas son petit frère Toby. L'actrice Mia Talerico est née le 17 septembre 2008 à Santa Barbara en Californie. Elle est actrice depuis avril 2010. Ses parents sont Chris et Claire Talerico. C'est à seulement onze mois que Mia obtient le premier rôle de la série Bonne chance Charlie.
- Amy Duncan (Leigh-Allyn Baker) : la mère de P. J., Teddy, Gabe, Toby et Charlie et la femme de Bob. Son nom de jeune fille est Blankenhooper (on l'entend par elle-même dans l'épisode Les Duncan vont au Ski 2.) Elle est infirmière dans un hôpital et est très attachée à sa fille Charlie. Amy a toujours rêvé d'apparaître à la télévision. Elle adore se montrer et vole parfois la vedette à Charlie dans des épisodes du journal vidéo de Teddy. On apprend dans un épisode qu'elle présentait une émission diffusée dans son campus. C'est une femme d'humeur fantasque mais toujours attentive aux problèmes de ses enfants. Elle adore raconter ses anecdotes d'adolescente et qu'on parle d'elle. Elle est persuadée et essaye en vain de persuader son entourage qu'elle est restée très jeune… Elle est amie avec la mère d'Ivy.
- Robert « Bob » William Duncan (Eric Allan Kramer) : le père de famille. Il est exterminateur d'insectes chez « Bob, la bête noire des bestioles », industrie d'extermination dont il est le patron et le créateur. Il est aussi coach de l'équipe de basketball de son fils Gabe. Même s'il ne l'admet pas toujours ce n'est pas lui qui porte la culotte dans la maison mais plutôt Amy et il se laisse souvent marcher sur les pieds. Dans le troisième épisode de la saison 3, on apprend que son deuxième prénom est William.
- Toby Duncan (Jake Cinoa et Logan Moreau) : dernier-né de la famille Duncan ; il apparaît dans le septième épisode de la saison 3 (Bébé arrive) lorsque Amy lui donne naissance le jour de l'anniversaire de Charlie. Charlie ne l'aime pas.

### Personnages secondaires
- Ivy Renée Wentz (Raven Goodwin) : meilleure amie de Teddy. Elle passe tout son temps libre chez les Duncan. Ivy est énergique et drôle. Elle est très intuitive et maligne même si elle n'obtient pas les meilleures notes au lycée. Après Emmett Heglin, elle sort avec Raymond, un ami de Spencer. Dans un épisode[Lequel ?], on découvre qu'elle adore les cow-boys et la chanson country.
- Emmett Heglin (Micah Williams) : meilleur ami de P. J. et ancien petit ami de Ivy. Il est très doué en danse et très drôle. Il est très attiré par Teddy et espère être son futur petit ami. Il joue les batteurs dans le groupe qu'il forme avec P. J. Après l'avoir détesté, Emmett devint ami avec l'ancien petit copain de Teddy, Spencer grâce à leur passion commune : la danse.
- Spencer Walsh  (Shane Harper) : garçon que Teddy aime bien. Après une soirée, il l'embrasse dans la voiture du grand-père d'Emmett. On apprend dans un épisode[Lequel ?] qu'il trompe Teddy avec Skyler et Teddy en est très perturbée. Teddy rompt directement en lui écrasant un « gâteau sur un bâton » à la figure, que Skyler complétera par un smoothie aux fruits. Vers la fin de la deuxième saison, Teddy et Spencer se remettent ensemble.
- Mary-Lou Wentz (Ellia English) : mère d'Ivy et amie d'Amy. Elle est fan de tricot et de chant.
- Estelle Dabney (Patricia Belcher) : voisine des Duncan. Elle déteste Gabe car il l'embête souvent et elle déteste aussi son mari dont elle divorce pour avoir une très brève liaison (quelques heures, le temps de Thanksgiving) avec le père de Bob, aussi agaçant et aigrie qu'elle. Elle s'entend moyennement bien avec Bob Duncan. Dans l'épisode 12, on apprend qu'elle a quatre sœurs jumelles, dont une qui s'appelle Virginia.
- Skyler (Samantha Boscarino) : amie de Teddy et ex-petite amie de P.J. C'est aussi l'ex-petite amie de Spencer. C'est avec Skyler que Spencer trompe Teddy en lui faisant croire que Skyler était sa cousine et vice-versa. Dans l'épisode spécial Noël Good Luck Jessie : NYC Christmas, P.J et Skyler se retrouvent à New York puis se rendent compte qu'ils sont encore amoureux et se remettent ensemble.
- Jo Keener (G. Hannelius) : condisciple de Gabe, elle est souvent méchante avec lui, malgré leurs moments de complicité.
- Vonnie (Cyrina Fiallo) : dans la même équipe de volley que Teddy, elle n'a jamais eu (et aimerait bien avoir) un petit ami.
- Kelsey (Coco Jones) : dans la même équipe de volley que Teddy, c'est une cheerleader un peu bête.
- Victor DeLesur (Kevin Covais) : ami de Teddy, il sort avec Victoria une « intello » comme lui.
- Victoria Zong (Juliette Goglia) : petite amie de Victor, dans sa première apparition, elle avait rompu avec lui, mais à la fin de l'épisode, ils se remettent ensemble, elle est un peu jalouse de Teddy.
- Debbie Dooley (Ericka Kreutz) : voisine des Duncan et amie d'Amy, elle a une fille du même âge de Charlie ; elle est mariée avec le chef de police.
- Vern (Frank Collison) : ex-collègue de Bob, il a monté sa propre entreprise d'extermination.
- Lauren Dabney (Jaylen Barron) : petite-fille de Mme Dabney et petite-amie de Gabe. Tout le monde trouve qu'elle est très différente de sa grand-mère.
- Beau Landry (Luke Benward) : originaire du Tennessee, il habite chez sa tante et a été engagé par Bob après la démission de Verne ; il est amoureux de Teddy.
- Gary Wentz (William Allen Young) : Père de Ivy et mari de Mary-Lou. Dans l'épisode Les Miss météo de Harry, il ouvre son propre restaurant.
- Linda Duncan (Shirley Jones) : Grand-mère des Duncan. Amy ne l'aime pas. Elle est la mère de Bob.
- Jamie Blankenhooper (Leigh-Allyn Baker) : Sœur de Amy. Elle lui ressemble comme deux gouttes d'eau. Elles se détestent et se réconcilieront grâce à Teddy.
- Virginia Dabney (Patricia Belcher) : Sœur jumelle de Mme Dabney. Elle est très différente de sa sœur et très gentille.

## Autour de la série
- Dans l'épisode 23 de la saison 1, Vélo volé, la réplique de Bob Duncan « Voilà comment ça s'est passé… » (« Here's what happened… ») est un clin d'œil à la série Monk.

- Disney Channel India a décliné la série en version indienne sous le titre Best of Luck Nikki (en)[9].

## Audiences
Le premier épisode de la saison a réuni plus de 4,6 millions de téléspectateurs, ce qui en fait le premier épisode le plus regardé depuis La Vie de croisière de Zack et Cody. L'épisode Tombeur menteur (Kit and Kaboble) a atteint 5 millions de téléspectateurs américains, meilleure audience de la série jusqu'à Les Duncan vont au ski, 1re partie (Snow Show, Part 1) qui a atteint 6,7 millions de téléspectateurs. La série a une moyenne de 3,9 millions de téléspectateurs.

## Distinctions

### Récompenses
- Popstar! Magazine 2010 : Révélation féminine pour Bridgit Mendler
- Young Artist Award 2011 : Meilleur second rôle masculin dans une série télévisée pour Bradley Steven Perry

### Nominations
- Teen Choice Awards 2010 : Révélation féminine pour Bridgit Mendler
- Teen Icon Awards 2010 : Star de demain pour Bridgit Mendler

## Diffusions internationales
| Pays / Région    | Chaine                                    | Première                              | Titre                           |
| ---------------- | ----------------------------------------- | ------------------------------------- | ------------------------------- |
| États-Unis       | Disney Channel USA                        | 4 avril 2010                          | Good Luck, Charlie              |
| Allemagne        | Disney Channel Deutschland                | 7 mai 2010                            | Meine Schwester Charlie         |
| Allemagne        | Super RTL                                 | TBA                                   | Meine Schwester Charlie         |
| Autriche         | Disney Channel Deutschland                | 7 mai 2010                            | Meine Schwester Charlie         |
| Canada           | Family Channel                            | 14 mai 2010                           | Good Luck, Charlie              |
| Canada           | VRAK.TV                                   | 28 décembre 2010                      | Bonne chance Charlie            |
| Pologne          | Disney Channel Polska                     | 5 juin 2010                           | Powodzenia Charlie!             |
| Grèce            | Disney Channel Grèce                      | 5 juin 2010                           | Καλή Τύχη Τσάρλι                |
| Tchéquie         | Disney Channel Central And Eastern Europe | 5 juin 2010                           | Hodně štěstí, Charlie           |
| Slovaquie        | Disney Channel Central And Eastern Europe | 5 juin 2010                           | Veľa šťastia, Charlie           |
| Bulgarie         | Disney Channel Central And Eastern Europe | 5 juin 2010                           | Късмет, Чарли                   |
| Hongrie          | Disney Channel Central And Eastern Europe | 5 juin 2010                           | Sok sikert, Charlie!            |
| Roumanie         | Disney Channel Central And Eastern Europe | 5 juin 2010                           | Baftă, Charlie!                 |
| Royaume-Uni      | Disney Channel UK & Ireland               | 12 juin 2010                          | Good Luck, Charlie              |
| Irlande          | Disney Channel UK & Ireland               | 12 juin 2010                          | Good Luck, Charlie              |
| Turquie          | Disney Channel Middle East et MBC4        | 19 juin 2010                          | İyi Şanslar Charlie             |
| Hong Kong        | Disney Channel Asia                       | 24 juin 2010                          | 我愛夏莉                        |
| Argentine        | Disney Channel Latin America              | 12 juillet 2010                       | ¡Buena Suerte, Charlie!         |
| Mexique          | Disney Channel Latin America              | 12 juillet 2010                       | ¡Buena Suerte, Charlie!         |
| Venezuela        | Disney Channel Latin America              | 12 juillet 2010                       | ¡Buena Suerte, Charlie!         |
| Chili            | Disney Channel Latin America              | 12 juillet 2010                       | ¡Buena Suerte, Charlie!         |
| Colombie         | Disney Channel Latin America              | 12 juillet 2010                       | ¡Buena Suerte, Charlie!         |
| Brésil           | Disney Channel Latin America              | 12 juillet 2010                       | Boa Sorte, Charlie!             |
| Australie        | Disney Channel Australia                  | 23 juillet 2010                       | Good Luck, Charlie              |
| Nouvelle-Zélande | Disney Channel Australia                  | 23 juillet 2010                       | Good Luck, Charlie              |
| France           | Disney Channel France                     | 9 juin (sneak peek)1er septembre 2010 | Bonne chance, Charlie           |
| Belgique         | Disney Channel Pays-Bas/Belgique          | 7 janvier 2011                        | Good Luck, Charlie              |
| Pays-Bas         | Disney Channel Pays-Bas/Belgique          | 7 janvier 2011                        | Good Luck, Charlie              |
| Japon            | Disney Channel Japan                      | 10 septembre 2010                     | グッドラック・チャーリー        |
| Italie           | Disney Channel Italia                     | 1er octobre 2010                      | Buona fortuna, Charlie!         |
| Espagne          | Disney Channel España                     | 8 octobre 2010                        | ¡Buena Suerte, Charlie!         |
| Portugal         | Disney Channel Portugal                   | 8 octobre 2010                        | Boa Sorte, Charlie!             |
| Cambodge         | Disney Channel Asia                       | 14 août 2010                          | Good Luck, Charlie              |
| Indonésie        | Disney Channel Asia                       | 14 août 2010                          | Good Luck, Charlie              |
| Malaisie         | Disney Channel Asia                       | 14 août 2010                          | Good Luck, Charlie              |
| Philippines      | Disney Channel Asia                       | 14 août 2010                          | Good Luck, Charlie              |
| Singapour        | Disney Channel Asia                       | 14 août 2010                          | Good Luck, Charlie              |
| Thaïlande        | Disney Channel Asia                       | 14 août 2010                          | Good Luck, Charlie              |
| Vietnam          | Disney Channel Asia                       | 14 août 2010                          | Good Luck, Charlie              |
| Corée du Sud     | Disney Channel Asia                       | 14 août 2010                          | 찰리야 부탁해 (Please, Charlie) |
| Islande          | RÚV                                       |                                       | Óskabarnid                      |
| Russie           | Disney Channel Russie                     | 29 janvier 2011                       | Держись, Чарли!                 |